# Сантамария, Хосе Паскуаль
Хосе́ Паскуа́ль Сантамари́я (исп. José Pascual Santamaría; 1916—1942) — испанский и советский лётчик-истребитель, лейтенант.

## Биография
Родился в 1916 году в Мадриде, Испания. С раннего детства остался без отца и рано начал работать, чтобы прокормить семью.
К моменту окончания гражданской войны обучался в лётной школе в Кировабаде. По окончании войны остался в СССР. Поначалу был определён в Москву, на завод ЗИС, затем в Харьков, где также работал на заводе.
С началом Великой Отечественной войны добровольцем записался в РККА. С группой испанских лётчиков осваивал немецкие самолеты (Ju-88, Dornier Do 17 и другие).
Однако планы командования изменились, и всех испанцев направили на обучение в школу по подготовке партизан. Благодаря своей настойчивости и помощи генерал-лейтенанта А. С. Осипенко (участника гражданской войны в Испании), испанцы-лётчики добились перевода в истребительную авиацию.
Хосе принимал участие в обороне Москвы в составе 1-й аэ 283 ИАП, где летал на МиГ-3.
Хосе Паскуаль попал в июле 1942 г. в 788-й ИАП 102-й ИАД ПВО в Воронеже, в эскадрилью капитана Козлова (впоследствии Героя Советского Союза), вооружённую Як-1. С августа полк принимал участие в Сталинградской битве. С другими летчиками он вылетел на разведку в район Самофаловка-Калач. Уже возвращаясь на аэродром, его пара обнаружила группу из 20 Ju 87 под прикрытием 6 Bf 109. Не раздумывая, они бросились в бой. Два бомбардировщика были сбиты сразу, однако тут навалились «мессеры», к тому же, у «Яков» заканчивалось топливо, и советские летчики стали выходить из боя. Напарник Хосе — командир полка Иосиф Григорьевич Капустин — в этом бою погиб.
А. С. Чуянов пишет, что Хосе Паскуаль  в боях во время Сталинградской битвы сбил шесть истребителей и бомбардировщиков.
Погиб в воздушном бою 27 августа 1942 года (по другим данным — 8 сентября). Посмертно награждён орденом Ленина.

## Список воздушных побед
Одержал 14 побед, включая групповые.

## Награды
- Кавалер ордена Ленина.